# Vợ chồng son (chương trình truyền hình)
Vợ chồng son là một chương trình truyền hình thực tế dạng talk show được phát sóng lúc 19 giờ 30 thứ Năm (Trước 05/09/2024 là 22 giờ Chủ nhật) hàng tuần trên kênh HTV7. Chương trình được thực hiện dựa trên format nổi tiếng Xin chào vợ chồng son của Đài truyền hình Asahi (Nhật Bản) với tuổi thọ hơn 40 năm, trở thành một trong những chương trình truyền hình ăn khách tại Nhật Bản.
Vợ chồng son có thời lượng 30 phút mỗi tập, hướng đến đối tượng là những cặp vợ chồng trẻ kết hôn dưới 5 năm. Đây cũng được xem là một chương trình truyền hình hiếm hoi tại Việt Nam dành cho người chơi là các cặp vợ chồng. Chương trình được sản xuất bởi MCV Corporation (Công ty Cổ phần Phát triển Truyền thông quảng cáo MAC Việt Nam), với sự tham gia của đạo diễn Thài Phìn Tủng. MC của chương trình là NSND Hồng Vân và danh hài Quốc Thuận. Ngoài ra, một số tập được thực hiện tại Hoa Kỳ còn có sự tham gia của diễn viên hài Thúy Nga.
Mỗi tập, chương trình sẽ có sự xuất hiện của 2 cặp vợ chồng được chọn lựa thông qua phần casting trước đó. Talk show bao gồm 2 phần. Phần đầu, hai MC sẽ kết nối để hai cặp vợ chồng chia sẻ câu chuyện hôn nhân của họ, từ lúc mới yêu nhau cho đến khi đã về sống bên nhau. Phần này hoàn toàn không bị chi phối bởi ý đồ của đạo diễn, các cặp vợ chồng hoàn toàn được tự do để chia sẻ cảm xúc, câu chuyện thật của mình một cách chân thật nhất. Phần hai là phần bốc thăm trúng thưởng với 4 giải thưởng nằm trong 4 chiếc hộp, các cặp vợ chồng sẽ bốc thăm ngẫu nhiên để nhận những giải thưởng có giá trị từ chương trình.

## Tạm ngừng phát sóng
- 7/2/2016, do trùng thời điểm phát sóng các chương trình đặc biệt trong dịp Tết Nguyên Đán xuân Bính Thân 2016
- 4/12/2016, do trùng với lễ quốc tang nguyên chủ tịch Hội đồng nhà nước Cuba Fidel Castro
- 7/10/2018, do trùng với lễ quốc tang Nguyên tổng bí thư kiêm chủ tịch HĐBT Đỗ Mười